# Solaro, Lombardiet
Solaro är en ort och kommun i storstadsregionen Milano, innan 31 december 2014 i provinsen Milano, i regionen Lombardiet i Italien. Kommunen hade 14 194 invånare (2018).